# Pterocles alchata
La ganga ibérica o ganga común (Pterocles alchata) es una especie de ave pterocliforme de la familia Pteroclidae propia del sur de Eurasia y el norte de África. Es un ave adaptada a terrenos semidesérticos y esteparios.

## Descripción
La ganga ibérica es un ave con aspecto de paloma rechoncha que mide entre 31 y 39 cm de largo. El colorido de su plumaje en general es críptico, y en él se entremezclan moteados y listados de colores verde oliva, pardos, anaranjados, amarillos, grises y negros en las partes superiores. El plumaje de la mayor parte de sus partes inferiores, incluidas sus características patas, es blanco.

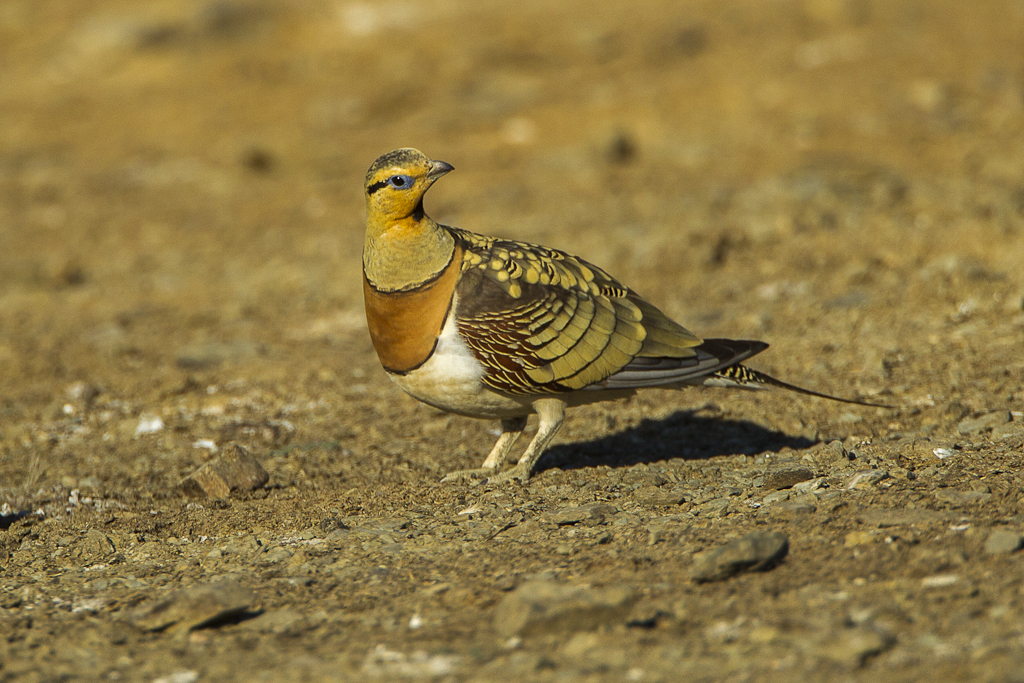
Macho de ganga ibérica

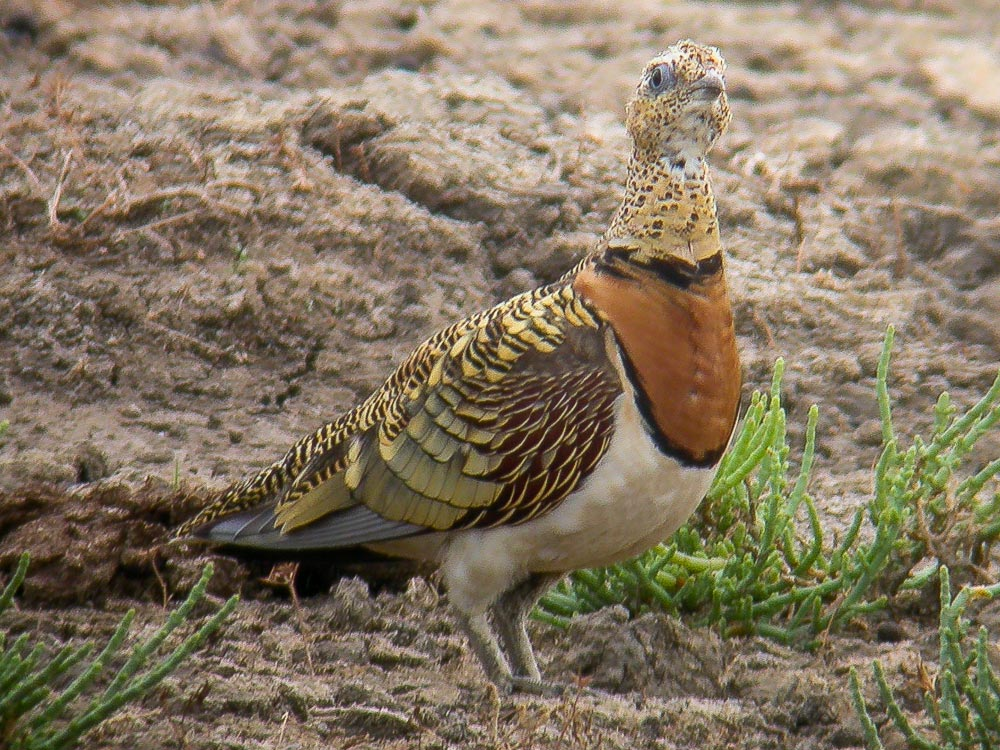
Ganga macho en plumaje de eclipse

Presenta dimorfismo sexual y el plumaje del macho varía a lo largo del año. En la época de cría el macho tiene el píleo, la mayor parte del cuello, la espalda y las coberteras de la parte inferior de las alas de color verdoso ocráceo con moteado amarillo claro. Sus mejillas son amarillas y tienen una lista negra que se extiende desde el ojo hasta la nuca y una mancha negra en la garganta, inmediatamente bajo el pico. Presenta una amplia banda de color castaño anaranjado en forma de media luna cubriendo su pecho, que está enmarcada por líneas negras por encima y por debajo. Sus ojos son pardos y su pico grisáceo. Las coberteras exteriores de las alas son castañas con bordes negros y blancos, y sus primarias son negras con bordes claros, lo que en vuelo proporciona a la parte inferior de las alas un marco oscuro. Obispillo y cola presentan un listado negro y ocre, y presenta las plumas centrales de la cola alargadas, de color gris oscuro, que sobresalen del resto. Fuera de la época de cría todas sus partes superiores, incluidos el píleo y las mejillas adquieren el listado negro y ocre, y desaparece de la garganta la mancha negra que ve vuelve blanquecina.

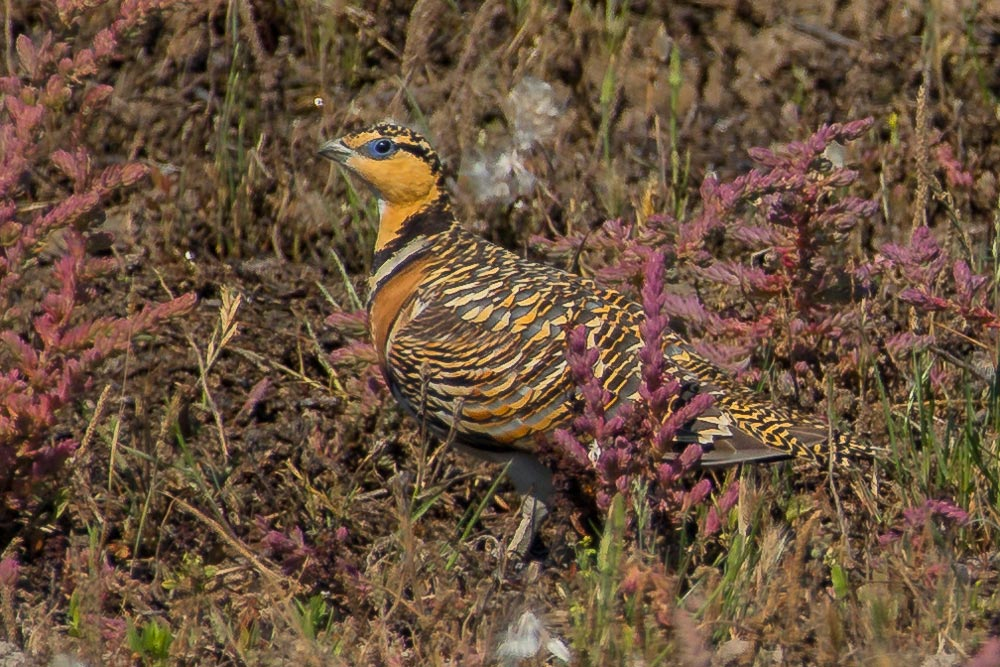
Hembra de ganga ibérica

La hembra en general se parece al macho con plumaje de invierno aunque de tonos más apagados. Sus mejillas y cuello son amarillentos y carece del tono verdoso del macho. La garganta es blanca y presenta una lista postocular negra, y una lista negra adicional en la parte inferior del cuello, que enmarca superiormente una banda amarillenta junto con la lista negra que también tienen los machos en la parte superior del pecho. La espalda y alas son grisáceas y listadas en negro. El obispillo y la cola tienen una coloración similar a los machos aunque con listas negras más finas y las plumas centrales de la cola son más cortas.
En vuelo las gangas ibéricas son fácilmente identificables por el blanco de su vientre y coberteras inferiores de sus alas, y las largas plumas centrales de la cola. Por lo general son aves silenciosas cuando están en el suelo, pero cuando vuelan se comunican emitiendo sus característicos sonidos graves de tipo kata-kata, los nasales "ga-ga-ga" y unos más agudos gang gang, a los que debe su nombre común en español.

## Taxonomía y etimología

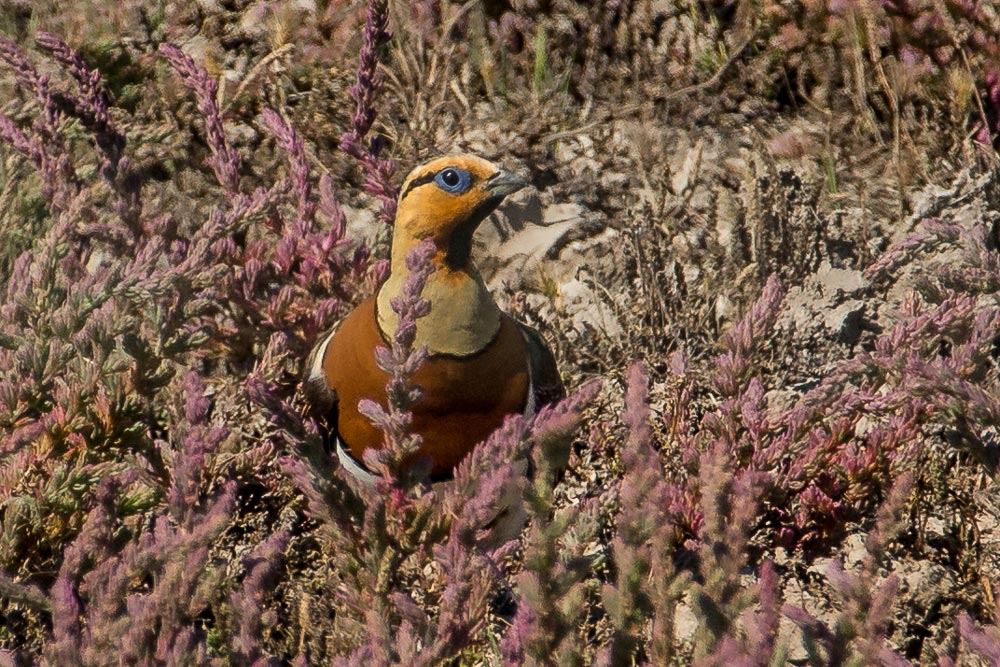
Las gangas viven en llanuras semiáridas.

Los pterocliformes son aves adaptadas a los terrenos áridos, de cabezas parecidas a las palomas, pero con cuerpos más robustos y rechonchos. Su taxonomía ha sido controvertida. Inicialmente fueron clasificados dentro de galliformes, pero sus similitudes se deben a la convergencia adaptativa a los medios terrestres. Posteriormente fueron incluidos en columbiformes, pero en la actualidad se consideran un orden separado.
La ganga ibérica fue descrita científicamente por Carlos Linneo en 1766, con el nombre de Tetrao alchata. En 1815 fue trasladada como especie tipo al género Pterocles, creado por Coenraad Jacob Temminck. Se reconocen dos subespecies:
- Pterocles alchata alchata - ocupa la península ibérica y el sur de Francia.
- Pterocles alchata caudacutus - se extiende por el norte de África y Asia sudoccidental, desde el noroeste del Sahara al noroeste de la India.

La etimología del nombre de su género Pterocles proviene del término griego pteron que significa «ala», y la terminación -klēs «notable por». En cambio su nombre específico es la latinización de las palabras árabes al kattar, que tienen como significado «la ganga». El término ganga como adquisición muy barata procede de estas aves, cuya carne en los mercados medievales era la más barata por ser considerada de baja calidad.

## Distribución y hábitat

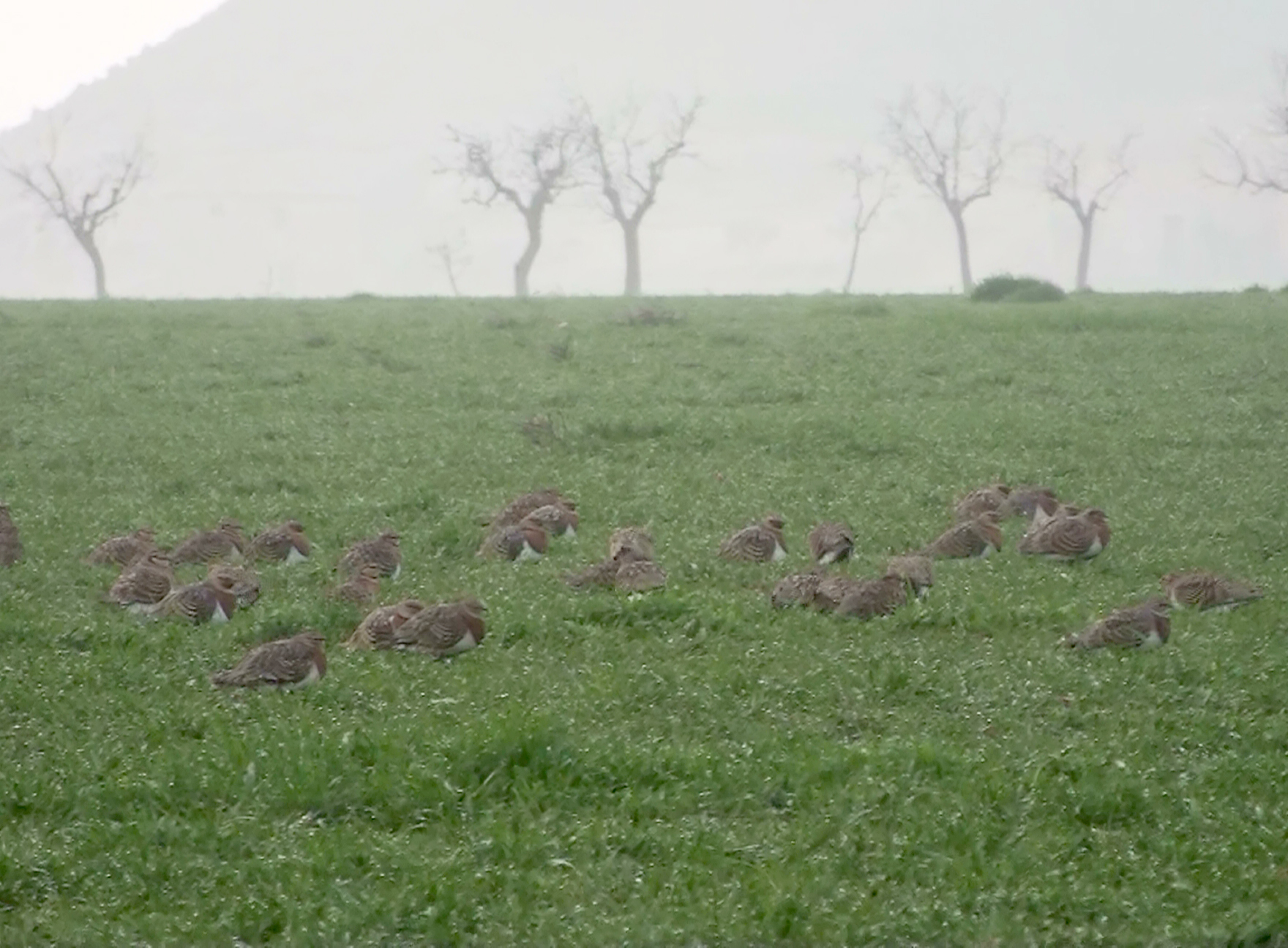
Grupo de gangas alimentándose en los cultivos.

La ganga ibérica cría principalmente en el norte de África, Oriente medio y el sur de Asia central, llegando hasta Pakistán. En Europa solo nidifican en la península ibérica y en la región de La Crau, en el sur de Francia. Las poblaciones orientales, especialmente las de Kazajistán migran a Pakistán y al noroeste de la India en invierno. Y las poblaciones de Oriente medio migran hasta Arabia Saudí.

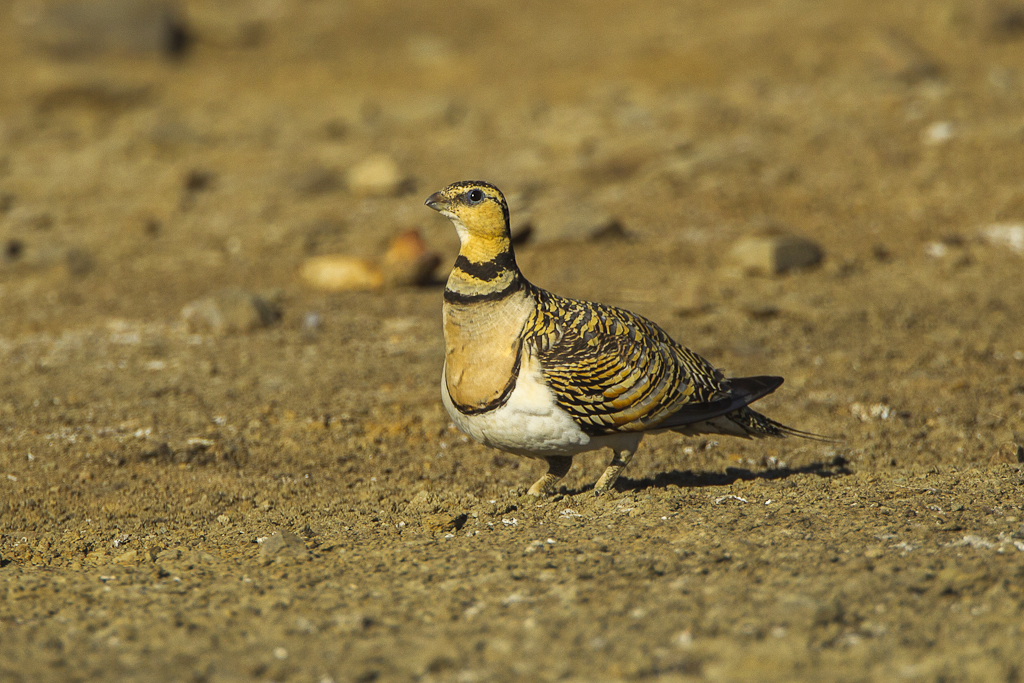
Hembra en Extremadura.

Las gangas ibéricas suelen habitar en estepas semiáridas, en planicies pedregosas sin árboles, los bordes del desierto, y ocasionalmente en marismas resecas. En invierno pueden visitar los campos de cultivo o los barbechos, aunque prefieren los suelos arenosos y es menos dependiente de que haya cubierta vegetal que la ganga ortega (Pterocles orientalis) de distribución similar. No se encuentran en altitudes superiores a los 1000 metros.

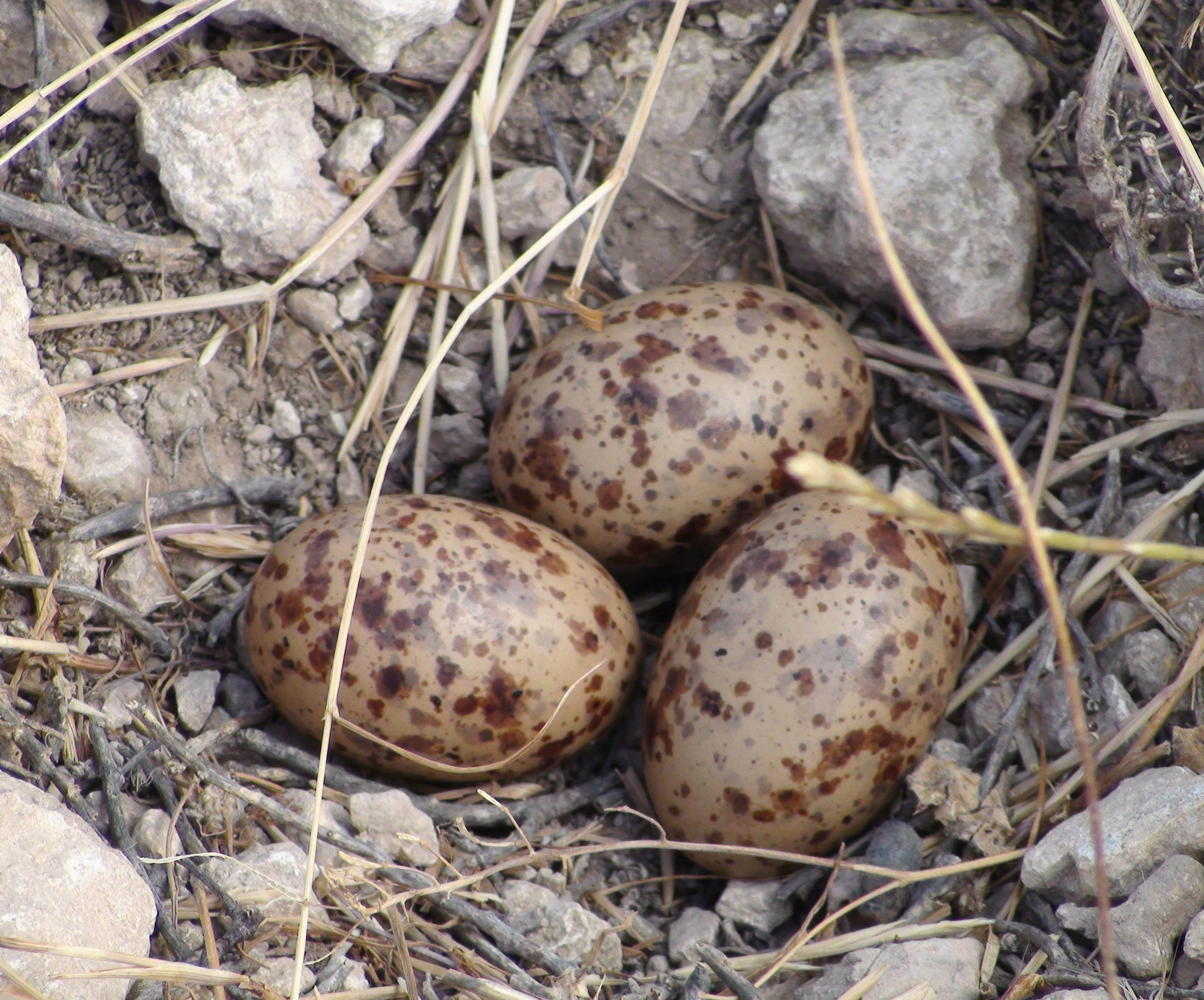
Nido de ganga.

## Comportamiento
La ganga ibérica suelen alimentarse en grupos y se concentra en grandes cantidades alrededor de los abrevaderos, a los que vuela al amanecer. Durante el día los individuos se dispersan en busca de semillas, que componen la principal parte de su dieta, además de los brotes y hojas verdes. Prefieren las semillas de las leguminosas, pero también consumen semillas de hierba pejiguera (Polygonum), alforfones (Fagopyrum), Salicornia, Artemisia, Alhagi), jarillas (Helianthemum) y gamones (Asphodelus). En los campos de cultivo comen cereales y semillas de las cosechas de leguminosas. También consumen de vez en cuando escarabajos y otros pequeños invertebrados, y además ingieren gravilla para ayudarse a triturar el alimento.

### Reproducción

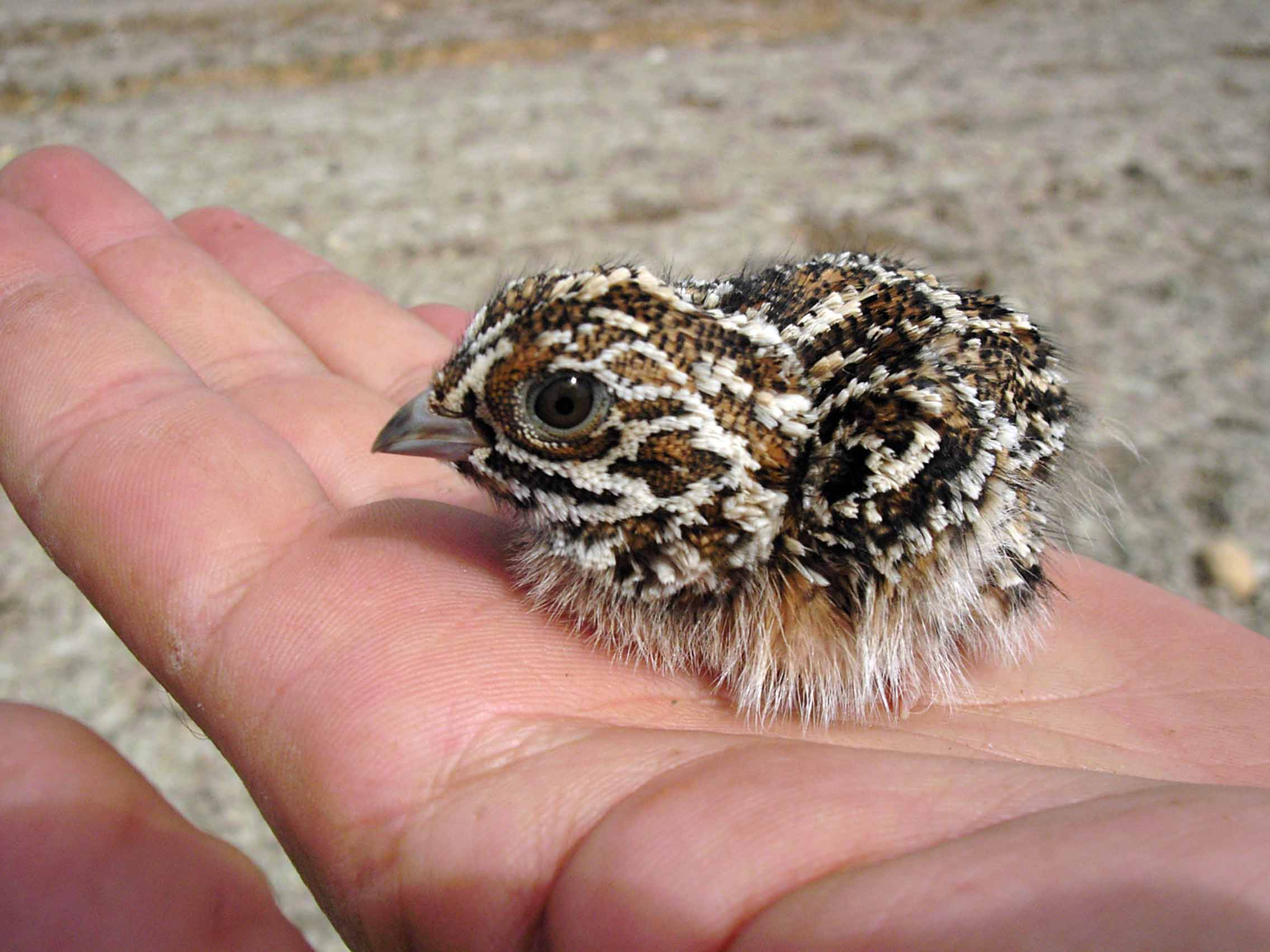
Pollo de ganga ibérica

Las gangas ibéricas anidan al descubierto en pequeñas depresiones del terreno. Suelen poner dos o tres huevos en intervalos de dos días. Los huevos son de color antedado con motas pardas o grisáceas. Ambos miembros de la pareja se encargan de la tarea de la incubación, que dura entre 19 y 21 días. El macho empieza su turno de incubación aproximadamente una hora antes de la puesta de sol y la hembra toma el relevo después de que haya abrevado por la mañana. Los polluelos son nidífugos y dejan el nido al poco de la eclosión. Los dos progenitores cuidan de los polluelos pero solo el macho se encarga de traerles agua, empapando unas plumas especializadas de su pecho en el bebedero y volando rápidamente hasta donde están sus crías. Los polluelos pueden alimentarse por sí mismos a la semana de edad y consiguen volar a las cuatro semanas. Siguen dependiendo de sus padres hasta los dos meses y adquieren el plumaje adulto a los cuatro meses. Normalmente solo crían una nidada por temporada, pero si pierden la primera puesta pueden realizar una segunda.